# سامسونگ اس‌پی‌اچ-ام۵۵۰

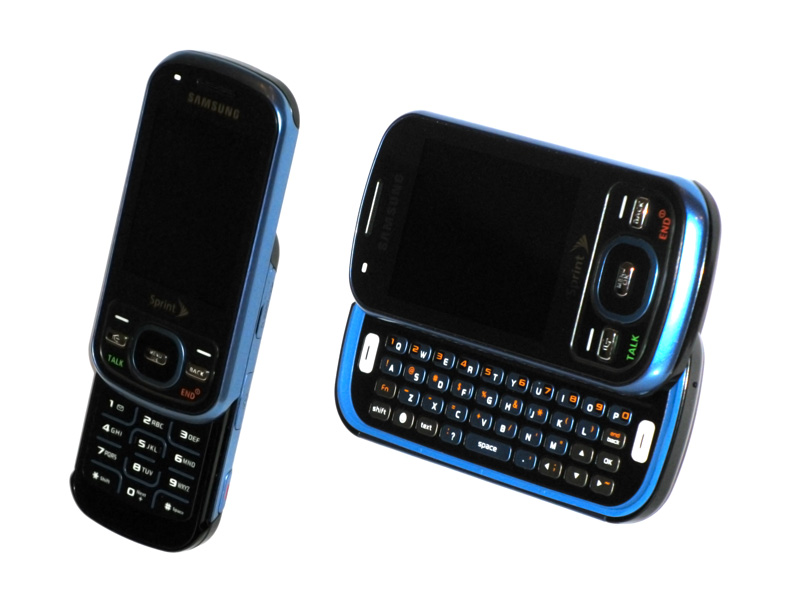
گوشی سامسونگ اس‌پی‌اچ-ام۵۵۰

سامسونگ اس‌پی‌اچ-ام۵۵۰ یک‌نمونه از گوشی‌های تلفن همراه سری M شرکت سامسونگ می باشد که توسط همین شرکت به بازار عرضه شده‌است.